# Aarsdale
Aarsdale (el. Årsdale) er et fiskerleje med 284 indbyggere  (2024) mellem Svaneke og Nexø på Bornholms østkyst. Årsdale er kendt for sit røgeri og har i mange år været øens forholdsvis største fiskersamfund. I januar 2007 var der syv registrerede kuttere, mens der tidligere var over 30. Havnen er grundlagt i 1869 og udbygget i 1871, 1885, 1900 og i 1958.
Navnet Aarsdale menes at være nævnt første gang i 1410 i kilder fra königsbergernes sildefiskerier, som bl.a. oplagrede salt og sildetønder i Osdael .
I fiskerlejet findes i dag et røgeri, der har udviklet sig til en bistro, en byggeforretning, to vognmandsforretninger, en bådebygger, en tandtekniker og ikke mindst byens vartegn Årsdale Mølle fra 1877.

## Galleri
- Årsdale Havn
- Udsigt fra kysten ved Årsdale
- Gravhøjen Baunehøj umiddelbart syd for Årsdale
- Røgeriet

- Wikimedia Commons har flere filer relateret til Aarsdale